# Sky Comedy
Sky Comedy é um canal britânico de televisão pago pertencente e operado pela Sky, uma divisão da Comcast, que foi lançada em 27 de janeiro de 2020, substituindo a Universal TV. É a primeiro canal de comédia em tempo integral no portfólio de canais da Sky desde o fechamento do The Comedy Channel em 1992.
O canal transmite programação importada das redes americanas NBC, HBO e Showtime, transmitindo comédias clássicas, bem como filmes de comédia, stand-up ao vivo e talk shows.
Em 1º de setembro de 2021, o Sky Comedy começou a exibir produções de comédia anteriormente exibida no Sky One, que fechou para dar lugar a dois novos canais.

## Programação
O Sky Comedy atualmente transmite uma variedade de programas de comédia, tanto no feed de TV ao vivo quanto sob demanda.